# Juan Antonio Samaranch
Juan Antonio Samaranch Torelló (Barcelona, 1920. július 17. – Barcelona, 2010. április 21.) spanyol sportdiplomata, világviszonylatban a Nemzetközi Olimpiai Bizottság (NOB) 7. elnökeként lett közismert.

## Élete
Samaranch 1920. július 17-én született Barcelonában Francisco Samaranch és Juana Torelló harmadik gyermekeként. Gyermekkorában görhokizott. A spanyol polgárháború alatt besorozták a köztársasági hadseregbe, mint tisztiszolga. Mivel politikailag nem értett egyet a köztársaságiakkal, így Franciaországba menekült, majd visszatért a Franco irányítása alatt álló országrészbe és belépett a falangista mozgalomba.
A köztársaságiak 1939-es veresége után egyetemi tanulmányait a Barcelonai Egyetemen végezte közgazdaság szakon. Egy rövid ideig sportújságíró volt, de elbocsátották, mert kritizálta a Real Madrid szurkolóit. Ezután a családi textil vállalkozásnál dolgozott. 1984-ben a legnagyobb spanyol takarékbank a La Caixa vezetőségének tagja lett, majd 1987-től 1999-ig elnökként tevékenykedett.

## Karrierje
Karrierjét a Barcelona város önkormányzatának sporttanácsosaként kezdte (1955-1962). 1956-tól a Spanyol Nemzeti Olimpiai Bizottság tagja, 1967-1970 között elnöke volt. 1967-től 1977-ig egyúttal a Spanyol Parlament tagja is. 1966-tól a NOB tagja, 1968-1975 és 1979-1980 között protokollfőnöke volt. 1974-1978 között a NOB alelnöke. 1977-1980 között Spanyolország moszkvai és ulánbátori nagyköveteként tevékenykedett. Ez a pozíció is segítette őt abban, hogy megkapja a keleti blokk államainak szavazatait 1980-ban, a NOB elnöki voksolásán. 1980-2001 között a NOB elnöki tisztét töltötte be. Coubertin báró után a második legtovább hivatalban lévő NOB-elnök volt. Visszavonulása után megkapta az örökös tiszteletbeli NOB-elnök címet. Tevékenységének elismeréseként több spanyol egyetem valamint a TF díszdoktorrá avatta, 2000-ben pedig a Katolikus Izabella-renddel tüntették ki.
1995-ben elnyerte a Magyar Érdemrend parancsnoki keresztje a csillaggal kitüntetést.

## A NOB elnöke
Samaranchot a NOB 83., moszkvai ülésszakán választották meg elnöknek. Samaranch az olimpiai játékokat gazdaságossá tette a televíziós jogdíjakból és a szponzori pénzekből. Annak ellenére, hogy az 1984-es olimpiát bojkottálták a szovjet blokk államai, minden olimpián nőtt a részt vevő nemzetek száma. Samaranch azt szerette volna, hogy a legjobb sportolók szerepeljenek a játékokon, így fokozatosan elfogadtatta a profi sportolók indulását.
2001-ben már nem vállalta újra a NOB elnöki pozícióját, melyben Jacques Rogge követte. Ezután élete végéig a NOB tiszteletbeli elnöke lett. Visszavonulása után főszerepet vállalt Madrid –sikertelen– pályázatában a 2012-es és 2016-os olimpiai játékokra. 1991-ben I. János Károly spanyol királytól megkapta a márki címet elismerésként az olimpiai mozgalomban végzett munkáért.

## Családja
1955-ben feleségül vette María Teresa Salisachs Rowe-t, becenevén "Bibí"-t (1931. december 26. – 2000. szeptember 16.), akivel annak haláláig élt együtt. Samaranch asszony 2000-ben hunyt el, miközben Juan Antonio Samaranch a Sydneyben, az olimpián látta el elnöki feladatait. Házasságukból két gyermek született. Juan Antonio Samaranch Salisachs, aki a NOB tagja 2001 óta és Maria Teresa Samaranch Salisachs, aki a spanyol jégsportszövetség elnöke 2005 óta.

## Fordítás
- Ez a szócikk részben vagy egészben  a   Juan Antonio Samaranch című angol Wikipédia-szócikk fordításán alapul.  Az eredeti cikk szerkesztőit annak laptörténete sorolja fel. Ez a jelzés csupán a megfogalmazás eredetét és a szerzői jogokat jelzi, nem szolgál a cikkben szereplő információk forrásmegjelöléseként.
- Ez a szócikk részben vagy egészben  a   Juan Antonio Samaranch című spanyol Wikipédia-szócikk fordításán alapul.  Az eredeti cikk szerkesztőit annak laptörténete sorolja fel. Ez a jelzés csupán a megfogalmazás eredetét és a szerzői jogokat jelzi, nem szolgál a cikkben szereplő információk forrásmegjelöléseként.